# 1976 год в компьютерных играх

## Выпуски игр
- В апреле Atari выпускает аркадный автомат Breakout( развитие классического Pong).
- Exidy выпускает игровой автомат Death Race, по мотивам фильма Death Race 2000. Игра вызвала общественный протест по поводу насилия в видеоиграх и была запрещена во многих местах.

## Индустрия
- В октябре Warner Communications приобретает Atari за 28 миллионов долларов. Бывший владелец Atari Нолан Бушнелл остаётся на посту директора[1].
- Продано 3,5 миллиона видеоигр, что приносит индустрии розничных видеоигр доход в размере 242 миллионов долларов[2].
- Компания Midway выпустила свою первую успешную игру Amazing Maze. В ней 2 игрока соревнуются, кто из них быстрее пройдёт лабиринт[3].
- Atari выпустила первый симулятор вождения с видом сзади — Night Driver[англ.][4].

## Технологии
- Фирма Coleco выпускает Telstar — клон приставки Pong на основе чипа от General Instruments[5].
- в июле начинаются продажи микропроцессора Zilog Z80, ставшего одним из наиболее распространённых семейств микропроцессоров и открывшего дорогу доступным домашним компьютерам и игровым системам. Использовался в составе домашних и игровых компьютеров, аркадных автоматов, игровых приставок и портативных консолей.
- В ноябре Fairchild Semiconductor выпускает Video Entertainment System (позже известную как Channel F — первую домашнюю игровую приставку, использующую микропроцессор и картриджи с микросхемами ПЗУ)[6], первую игровую приставку второго поколения, выполняет игровые программы, записанные на картриджах. Это начало заката Pong-приставок.

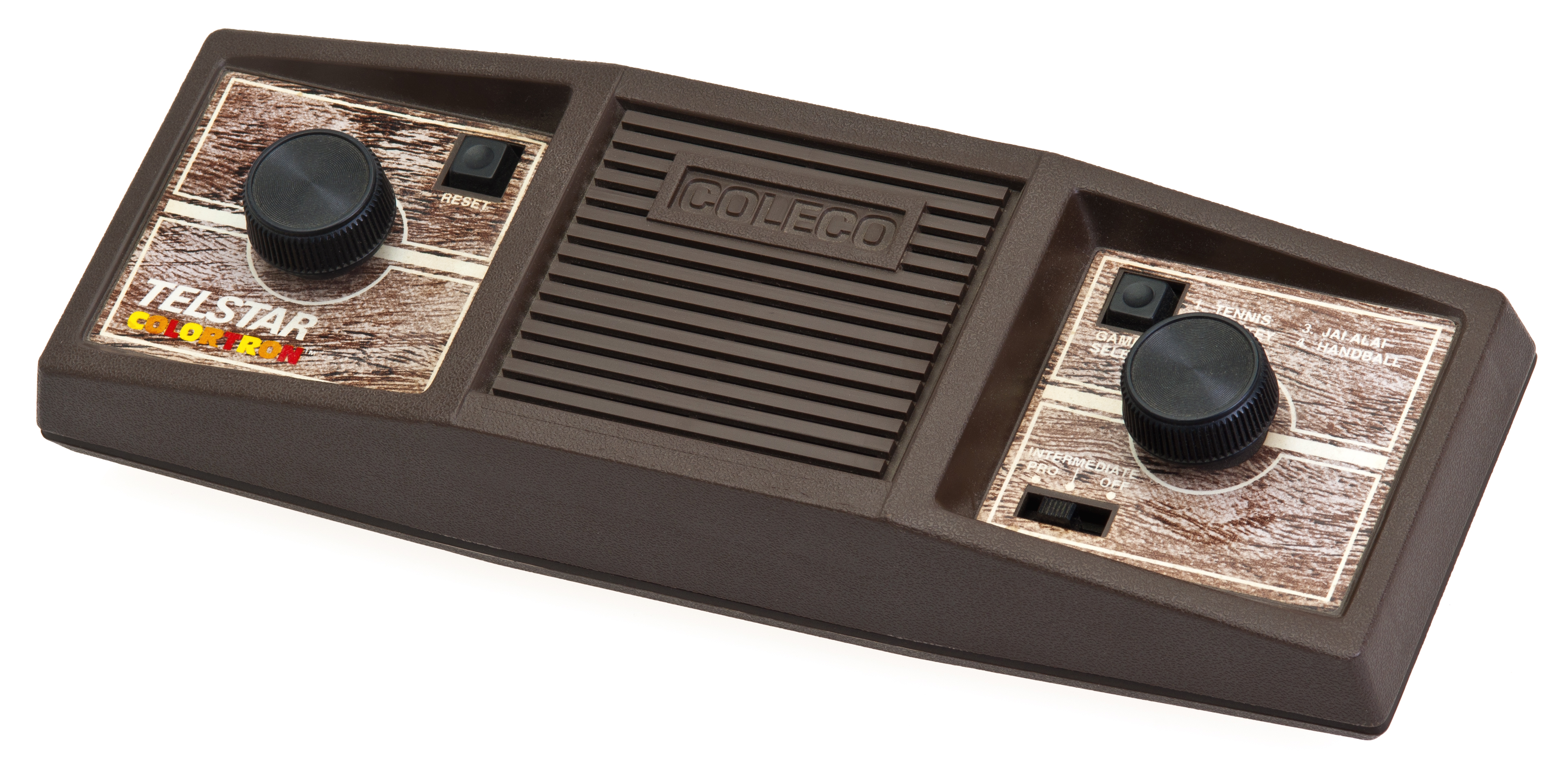
Coleco Telstar
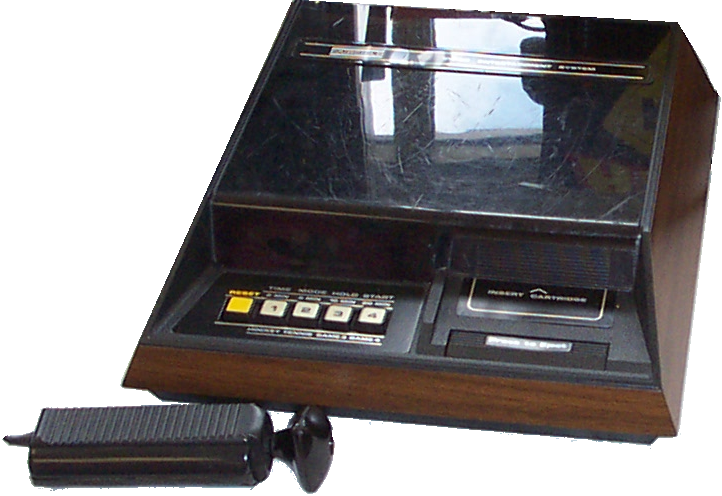
Fairchild Channel F